# José Saramago

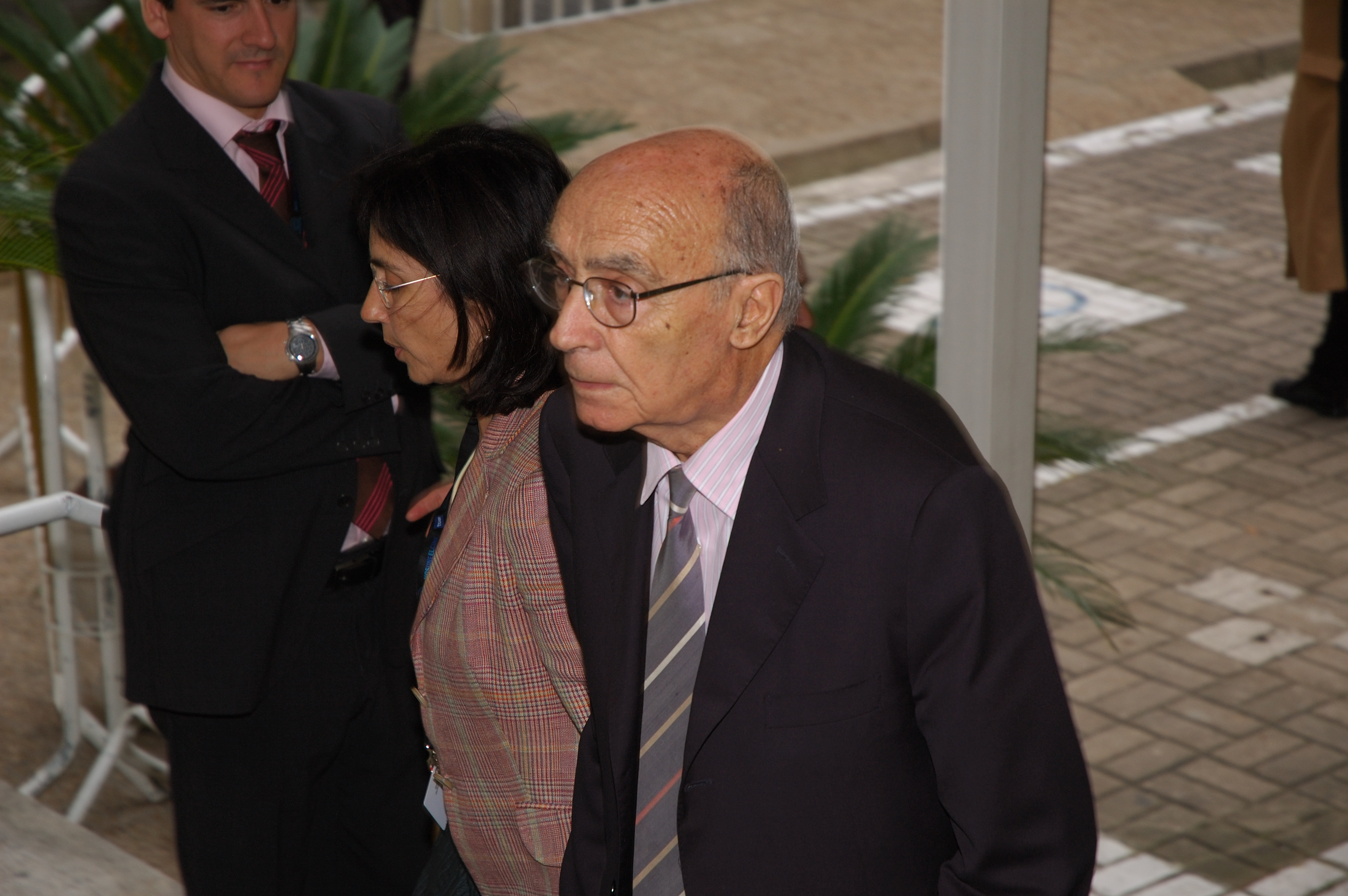
José Saramago

José de Sousa Saramago (16. listopadu 1922 Ribatejo – 18. června 2010 Lanzarote) byl portugalský spisovatel, dramatik a novinář; dosud je jediným portugalským nositelem Nobelovy ceny za literaturu (1998).
Slávy se dočkal až ve zralém věku. Po karafiátové revoluci, která v roce 1974 po 50 letech svrhla Salazarovu diktaturu, pracoval jako novinář, ale kvůli nespokojenosti s politickým vývojem v zemi se rozhodl plně se věnovat literární dráze. V roce 1980 publikoval román Levantado do Chão, který jej v Portugalsku proslavil. Pozornost mezinárodního publika na sebe upoutal v roce 1982, když vyšla kniha Memorial do Convento, která mu vynesla ocenění portugalského PEN klubu.

## Život

### Dětství
Saramago se narodil chudým rolníkům Josému de Sousovi a Marii de Piedade v Azinhaze, malé vesnici v portugalské provincii Ribatejo několik stovek kilometrů na severovýchod od Lisabonu. Saramago, portugalské slovo pro divokou ředkvovitou rostlinu (potravu chudých), byla přezdívka otcovy rodiny a nedopatřením bylo připsáno do matriky. V roce 1924 se rodina přestěhovala do Lisabonu, kde otec začal pracovat jako policista. Po několika letech zemřel Josého o dva roky starší bratr Francisco.

### Vzdělání a kariéra
Ačkoli byl José vynikající žák, nemohla si rodina dovolit vydržovat jej na studiích. Ve 12 letech se tedy šel vyučit automechanikem. Součástí dělnické přípravy byly kupodivu i kurzy francouzštiny a literatury. Učebnice probudily v mladíkovi, který brzy začal trávit volný čas v knihovně, velkou vášeň pro literaturu.
Zpočátku pracoval jako automechanik, později se stal úředníkem a v 50. letech zužitkoval znalost francouzštiny a začal se živit jako překladatel francouzské literatury. V té době se začal přátelit s předními spisovateli své země. V 60. letech působil rovněž jako literární kritik. Na vlastních knihách však nepracoval, protože neměl chuť vypořádávat se s režimní cenzurou.

### Ženy
V roce 1944 se oženil s písařkou Ildou Reis. O tři roky později se narodilo jejich jediné dítě, dcera Violante, a Saramago vydal svou první knihu Terra do Pecado. V roce 1970 se manželé rozvedli a Saramago žil do roku 1986 se spisovatelkou Isabel da Nóbrega. V roce 1988 se oženil se svou stávající manželkou, novinářkou Pilar del Río, která pochází z velmi vlivné španělské nakladatelské rodiny, jež se významně zasloužila o úspěch jeho děl.

## Dílo
Saramagovy knihy, ač nikoli přímo historické, se obvykle odehrávají na pozadí portugalských dějin. Skutečné události jsou kombinovány se smyšlenými. Ve středobodu stojí snaha plasticky vykreslených jednotlivců, zejména z nižších společenských vrstev, překonat nejrůznější společenské bariéry a prosadit se. Romány psané bohatou portugalštinou oplývají alegoriemi a surrealistickými prvky, jejichž účinek je znásoben záměrně nedbalou interpunkcí a náhlými přechody mezi dějovými rovinami uprostřed věty. Nobelovu cenu dostal Saramago za to, že nám pomocí alegorií podepřených představivostí, soucitem a ironií umožňuje uchopit pomíjivou realitu.

### Baltasar a Blimunda (Memorial do Convento)
Průlomový román Baltasar a Blimunda (v původním znění Paměti kláštera) (1982), bohatý a mnohovrstevný příběh, je vyprávěn současně z historického, společenského i individuálního pohledu. Odehrává se v 18. století v Portugalsku postiženým morem a dodýchávající, zkorumpovanou inkvizicí. Jednoruký vysloužilý voják Baltasar a jasnovidkyně Blimunda se dávají do služeb excentrického brazilského duchovního Bartolomea de Gusmão, kterému pomáhají zkonstruovat létající stroj, který by v té době na lidi musel nutně působit jako Boží znamení. Portugalský král Dom João dává stavět klášter jako poděkování Bohu za to, že jeho manželka konečně porodila dědice trůnu. Mezi rolníky, od kterých dvůr vykoupil pozemky pro klášter, je i Baltasarův otec. Stavba kláštera se zvrhne v přehlídku pýchy, marnivosti a pompéznosti, která kontrastuje s nevolnickou prací, potem a slzami na druhé straně. Italský skladatel Corghi čerpal z této knihy náměty pro svou operu Blimunda.

### O Ano da Morte de Ricardo Reis
Jedním ze Saramagových nejdůležitějších děl je O Ano da Morte de Ricardo Reis (1984). Formálně se děj odehrává v roce 1936 v Lisabonu během Salazarovy diktatury, ale spisovatel šikovně navozuje mimorealistickou atmosféru, kterou zesilují opakované duchaplné konverzace mrtvého básníka Fernanda Pessoy s jednou z postav, které poeta sám vytvořil.

### A Jangada de Pedra
Román A Jangada de Pedra (1986) využívá stejných postupů. Série nadpřirozených událostí vyústí v odpoutání Pyrenejského poloostrova od kontinentu. Vzniklou situaci využívá Saramago jako podnět k úvahám o důležitých i nedůležitých aspektech života a k ironickým komentářům o politicích a politice.

### História do Cerco de Lisboa
História do Cerco de Lisboa (1989) je román o románu. Děj se odvíjí od okamžiku, kdy korektor svévolně vložil do historického textu o obléhání Lisabonu v 12. století slovo „ne“, čímž změnil sled dějin. Jeho nová nadřízená, která jej má kontrolovat, aby zabránila chybám, jež vrhají nakladatelství do špatného světla, je tím okouzlená a vyzve jej, aby na základě toho napsal hypotetický román: Co by následovalo, kdyby obléhání Lisabonu skutečně probíhalo podle chybného textu?

### Evangelium podle Ježíše Krista (O Evangelho Segundo Jesus Christo)
Ve skandální knize Evangelium podle Ježíše Krista (1991) osvědčuje Saramago své fenomenální znalosti církevních dějin. Ježíš se cítí zatížen vinou, protože jeho otec Josef náhodou věděl o připravovaném vraždění neviňátek, ale nevaroval obyvatele Betléma. Pronásledován výčitkami se vydává hledat smysl života. Žije v nemanželském svazku s Máří Magdalenou a objevuje svou schopnost léčit a dělat zázrak. Má pochybnosti o své roli a zpěčuje se Bohu, který vede rozhovory o zlu s ďáblem.

### Esej o Slepotě (Ensaio sobre a Cegueira)
Město je zasaženo epidemií “bílé slepoty“. Státní orgány ve snaze zabránit šíření epidemie umístí slepce do prázdné psychiatrické léčebny hlídané ozbrojenými strážci. Mezi slepci postupně získá navrch skupina “zlých slepců”, kteří terorizují ostatní slepce v zajetí. Odcizují potravinové příděly, znásilňují ženy. Existuje však jedna očitá svědkyně této noční můry, která se stane průvodcem sedmi slepcům poté, co se jim podaří díky náhodě z tohoto hrůzného místa uniknout.
Složení této podivné anonymní skupinky – první slepý muž, starý muž s páskou přes oko, dívka s tmavými brýlemi, chlapec bez matky, a pes – je nepřirozené, stejně jako okolní chaos města obývaného pouze slepci je mučivý. Román je podobenstvím o ztrátě a dezorientaci, nejhorších choutkách a naprosté bezmocnosti člověka.

### Todos os Nomes
Todos os Nomes (1997) je kafkovský román o zaměstnanci centrálního matričního úřadu, který se po pracovní době věnuje své vášni: S pedantickou pečlivostí vede svazky o známých osobnostech. Jednoho dne najde záznam o tajemné ženě. Jeho zvědavost se mění v posedlost. Rozhodne se po ní za každou cenu pátrat a jeho životní dílo se začne hroutit.

### Ensaio sobre a Lucidez
Velkou pozornost na sebe připoutala politická satira Ensaio sobre a Lucidez (2004), která tematizuje krizi demokracie: Vláda nechává opakovat volby, ve kterých drtivá většina obyvatel vhodila do urny bílý lístek. Podruhé je však podíl bílých lístků ještě vyšší. Místo aby analyzovala odtržení moci od občanů, uchýlí se vláda k orwellovským nástrojům, což vede k násilným střetům s obyvatelstvem. Román, který je volným pokračováním Ensaio sobre a Cegueira, klade naléhavé otázky o tom, zda demokratické režimy nejsou jen pouhou líbivou kulisou.

## Politické postoje

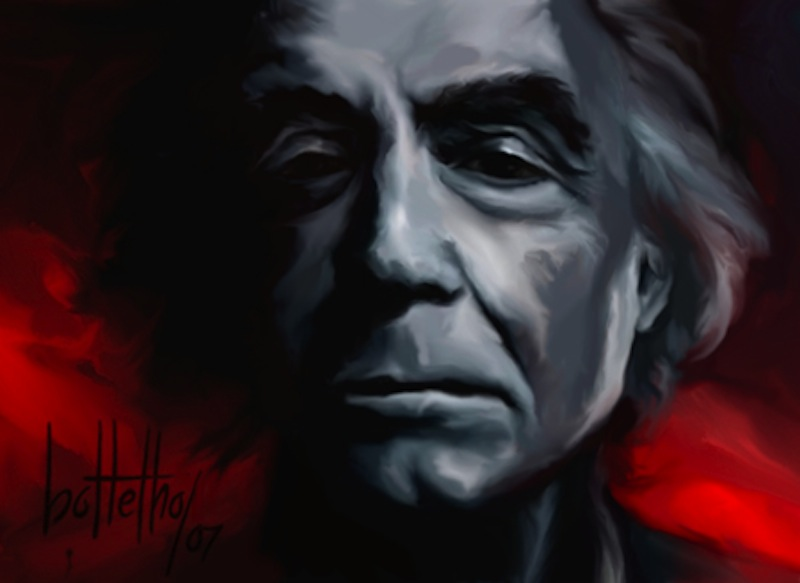
José Saramago na obraze Carlose Bottelha.

### Ateismus
Saramagovy ostře ateistické názory budí značný rozruch v Portugalsku i mimo něj. Román O Evangelho Segundo Jesus Cristo z počátku 90. let, ve kterém se Kristus snaží uniknout kříži, byl katolickou církví prohlášen za rouhačský. Portugalská vláda stáhla nominaci spisovatele na Evropskou cenu za kulturu. Na protest proti tomu se Saramago s manželkou odstěhoval na Kanárské ostrovy. Rozhodnutí Švédské akademie udělit spisovateli Nobelovu cenu bylo ostře odsouzeno z Vatikánu: Oficiální vatikánský deník L’Osservatore Romano nazval spisovatele komunistou staré školy.

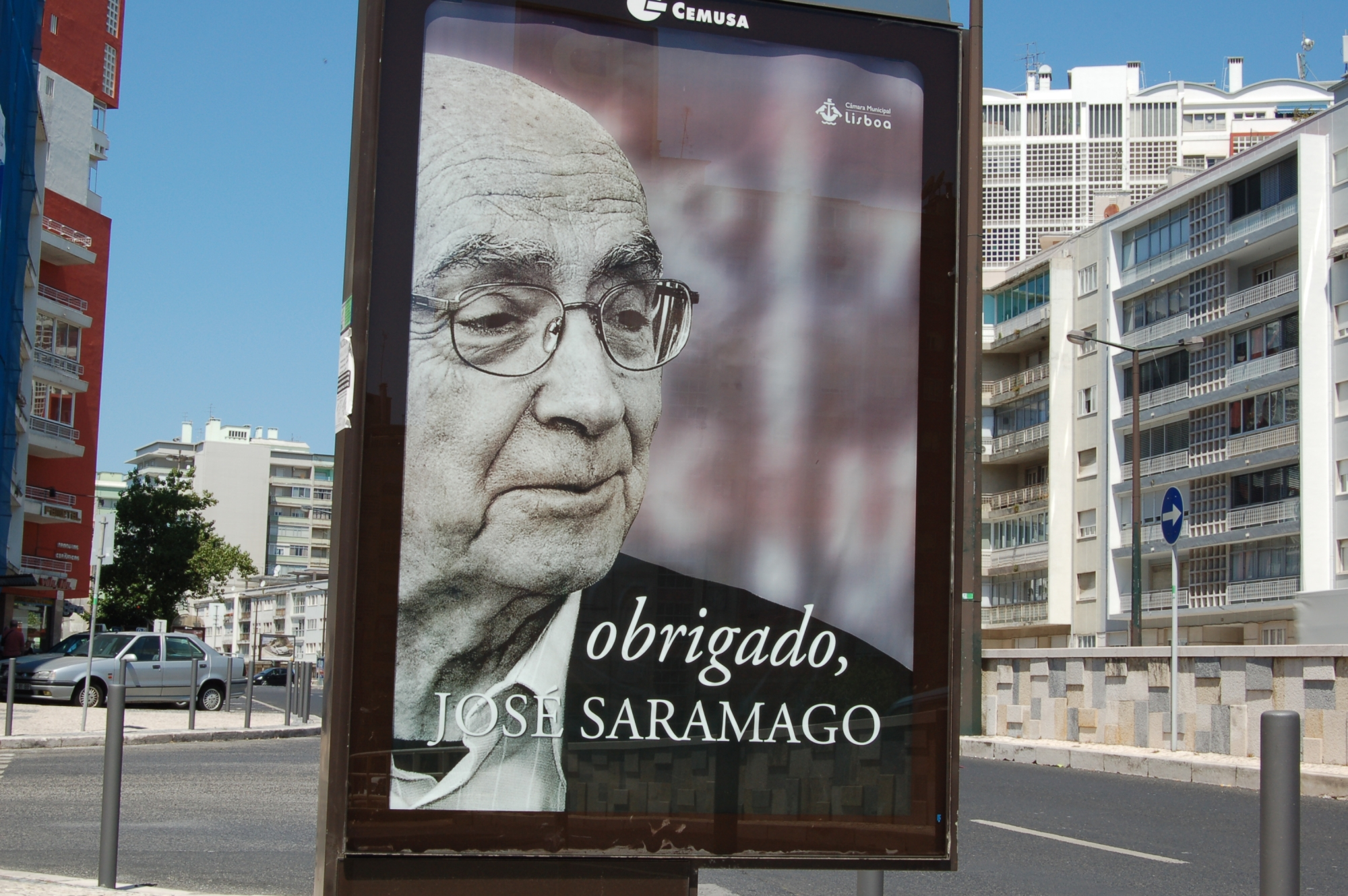
José Saramago

### Izrael
Saramago se často vyjadřuje k mezinárodně-politickému dění. Platí za nesmiřitelného kritika izraelské politiky vůči Palestincům. V roce 2002 prohlásil, že to, co se děje v Palestině, je zločin srovnatelný s Osvětimí. O rok později prohlásil v rozhovoru pro brazilský tisk, že Židé si již nezaslouží soucit za utrpení během holocaustu a že je nehorázné očekávat, že jim současná provinění budou prominuta ve jménu předků, kteří trpěli. Saramago si tím vysloužil obvinění z antisemitismu, které odmítl s tím, že nekritizuje židovský národ jako takový, nýbrž politiku Izraele.

### Komunismus
Od roku 1969 byl Saramago členem portugalské komunistické strany. Po pádu diktatury v roce 1974 doufal v socialistickou revoluci. Směřováním Portugalska ke standardní evropské demokracii byl zklamán. V roce 2004 kandidoval za komunisty na nevolitelném místě do Evropského parlamentu. Byl hlasitým kritikem globalizace.
V roce 2005 spolu s dalšími intelektuály a spisovateli zveřejnil ve španělském deníku El País otevřený dopis kritizující USA za snahu prosadit na půdě OSN rezoluci, která by odsoudila potlačování lidských práv na Kubě. O rok dříve však kritizoval kubánský režim za represálie proti disidentům a cítil se Castrem podveden.
Saramago patřil také k ostrým kritikům italského premiéra a mediálního magnáta Berlusconiho („věc Berlusconi, nebezpečně podobná lidské bytosti“).